# Rhopalomyia schrenkiana
Rhopalomyia schrenkiana är en tvåvingeart som beskrevs av Fedotova 1999. Rhopalomyia schrenkiana ingår i släktet Rhopalomyia och familjen gallmyggor. Inga underarter finns listade i Catalogue of Life.